# Николаевский сельский совет (Зачепиловский район)
Николаевский сельский совет — входит в состав Зачепиловского района Харьковской области Украины.
Административный центр сельского совета находится в селе Николаевка.

## История
- 1923 — дата образования.

## Населённые пункты совета
- село Николаевка
- село Абазовка